# Hurt (canción de Nine Inch Nails)
«Hurt» es una canción de la banda estadounidense Nine Inch Nails que fue escrita por Trent Reznor para el álbum The Downward Spiral de 1994.

## Sencillo
El tema nunca se produjo en un sencillo comercial para el público. Sin embargo, un disco de promoción se distribuyó, con un contenido censurado (limpio) y sin censura (sucio). El disco promocional PRCD 6179 fue producido por la discográfica Interscope Records, a este se le denominó "Halo 10" aunque no se considera un Halo oficial. 

### Lista de pistas
1. «Hurt» (versión tranquila) Censurado - 5:04
2. «Hurt» (versión en vivo) Censurado - 5:15
3. «Hurt» (Versión del álbum) Censurado - 6:16
4. «Hurt» (versión tranquila) Sin Censura - 5:21
5. «Hurt» (versión en vivo) Sin Censura - 5:15
6. «Hurt» (Versión del álbum) Sin Censura - 6:15

### Tabla de posiciones
- Hot Modern Rock Tracks - # 8[1]
- Hot 100 Airplay - # 54

## Video musical
El video musical para "Hurt" es una actuación en directo que aparece en el vídeo "Closure" y DualDisc reedición de The Downward Spiral. La parte de audio aparece en la versión británica de Further Down the Spiral. 
El vídeo fue tomado de las presentaciones en Omaha y Dallas, el 13 y 11 de febrero de 1995 respectivamente, durante al interpretación del tema en el "Self Destruct Tour" se proyectaba un video sobre un telón tras el cual la banda interpretaba, diversas imágenes, de atrocidades como la guerra, una bomba nuclear de ensayo, los supervivientes de la Batalla de Stalingrado, una serpiente mirando a la cámara, y una película de time-lapse de un zorro en descomposición a la inversa, todo esto añade un simbolismo visual (que representan diferentes imágenes de la muerte, la destrucción y la pérdida) a la canción del tema en cuestión. Una luz era proyectada en Reznor para que este pudiera ser visto a través de las imágenes. En comparación con otras futuras versiones realizadas en vivo, esta versión se asimila más a la versión de estudio.
También hay otras grabaciones oficiales en vivo de los últimos lanzamientos de los Nine Inch Nails' como And All That Could Have Been y en Beside You in Time. Cada versión presenta distinta instrumentación por parte de los diferentes miembros que ha tenido la banda en distintas épocas.

## En directo
Durante la gira Dissonance de 1995, cuando Nine Inch Nails abrió para David Bowie, Bowie cantó "Hurt" en un dueto con Reznor, respaldada por un ritmo y una melodía original. Esto sirvió como conclusión a la doble presentación entre los Nine Inch Nails y David Bowie. 
Durante la gira de Fragility, la progresión fue realizada por Robin Finck en la guitarra acústica en lugar de en el piano. 
Desde la gira del 2005-06 Live: With_Teeth, Nine Inch Nails ha estado tocando "Hurt" en un tono más abajo del estilo original, con solo Reznor en teclado y con su voz hasta la parte del coro final, cuando el resto de la banda se une a tocar.
Sin embargo, la canción ha sido devuelto a su forma original durante gira Lights In The Sky del 2008.
Para la gira promocional de 2013-2014 "Tension Tour", la banda interpreta el tema con una mayor presencia de teclado dando una atmósfera y continuidad a cambio de un menor uso de percusión, durante su interpretación se  ha proyectado las imágenes realizadas para la presentación del tema en el Self Destruct Tour, sumando y omitiendo algunas tomas, en esta ocasión la proyección procede detrás de la banda en paneles digitales.

## Versiones
- En 2002, Johnny Cash hizo una versión sobre esta canción por la cual recibió grandes elogios de la crítica. Ésta contó con la producción de Rick Rubin[2] y fue su último éxito antes de su muerte.[3] Su vídeoclip dirigido por Mark Romanek que contó con imágenes de la vida de Johnny Cash, fue nombrado el mejor vídeo del año en los Premios Grammy y Premios de la Música Country. Esta versión fue certificada con el disco de oro en los Estados Unidos.[4]
- Peter Murphy, en algunos shows.
- Tori Amos frecuentemente cantó tres o cuatro líneas como introducción a otros temas en su Dew Drop Inn tour en 1996, mayoritariamente a "Caught a Little Sneeze", lo hizo de nuevo en 1998, como una improvisación.
- Breaking Benjamin
- Sheryl Crow Hizo una versión de la versión de Cash en el programa Tribute to Johnny Cash.
- Gregorian Adaptó las letras a un canto gregoriano medieval.
- Kermit the Frog hizo una parodia no autorizada llamada "Sad Kermit".
- Aaron Lewis de Staind versionó la canción en su tour 2007 Have Guitar.
- Montezuma's Revenge
- Placebo, en House of Blues en California en 2003.
- Damien Rice, insertó letra en sus shows de 2007.
- Underoath la tocó en un concierto acústico.
- Sevendust hizo una versión como tributo a Cash en su Southside: Live Double Wide CD/DVD.
- Westside Connection sampleó el riff en su canción "The Gangsta The Killa and The Dope Dealer".
- Anathema hizo cover de la versión de Cash varias veces.
- Eddie Vedder hizo cover de la versión de Cash en su tour como solista en el 2008.
- Absurd Minds hizo una versión en su EP de 2006 The Cycle.
- el frontman de Feeder, Grant Nicholas, tocó una versión acústica para una sesión de la BBC Radio 2.
- Fightstar la tocó en una sesión de radio 1 rock show basada en la versión de Nine Inch Nails.
- The New Shining hizo un cover en su álbum Supernatural Showdown
- Francisca Valenzuela, cantante chilena, realizó el cover en algunas fechas durante su gira "Buen Soldado Tour"
- Carlos Cabezas Rocuant, cantante chileno, hizo una versión en su álbum en vivo "Rock Carnaza" del año 2009, y posteriormente lo incluyó en el disco "Deja Vu" del año 2013, junto a "La orquesta del Dolor"
- En la película The Hangover Part 3, Mr. Chow (Ken Jeong) hizo una versión en el karaoke de un bar.
- A fines de 2011, Leona Lewis lanzó su versión incluida en Hurt: The EP. Alcanzó la octava ubicación en el Reino Unido.[5]
- Aparece en el tráiler de la película Logan (2017). Se utilizó la versión del tema que realizó Johnny Cash, sirviendo como canción principal del film.
- Apareció en el final de la segunda temporada de la serie Rick y Morty.